# Nomy
Nomy, pseudonimo di Patrik Berndt Boris Marquardt (Ulricehamn, 15 dicembre 1979), è un cantautore svedese.

## Biografia
Nomy è cresciuto a Ulricehamn ed è ha iniziato a studiare musica in quarta'.All'età di 15 anni, ha preso un computer e ha iniziato a fare musica con il programma Fruity loop
Negli anni '90, ha scritto Eurodance e Psytrance con famosi musicisti chiptunes come Anak e Thomas Danko, ma in seguito ha continuato a scrivere musica rock nel suo studio di casa.

## Carriera
Nomy non ha un contratto discografico, ma utilizza Internet per vendere la sua musica. Nomy canta e suona la chitarra da solo, ma maggior parte del lavoro lo fa, con l'utilizzo del suo computer. Le sue canzoni spaziano dal rock alle ballate con influenze Punk-Rock e Metal come gruppi come Bad Religion, Danko Jones, In Flames ed Elvis Presley.
Nella classifica mondiale di Spotify, le canzoni sono al 10º posto. Vende anche numerosi album attraverso il suo sito web e attraverso Spotify. È stato nominato per un Grammis come Innovatore dell'anno 2010.
Nel 2015 Nomy è stato premiato con 8 dischi d'oro e 2 doppi dischi di platino e un singolo disco di platino.

## Discografia
Studio
- 2007 - Atonic Atrocity
- 2008- Song or Suicide
- 2009- Welcome to My Freakshow
- 2010- Disconnected
- 2011- By the Edge of God
- 2011- A Dream for the Weaker
- 2012- Verity, Denial and Remorse
- 2013- Free fall
- 2014- Psycopath
- 2016- Be Your Own God
- 2020- Mary on a Cross
- 2020- Want you bad
- 2021- Red Flags

EP
- 2014 - The Full Story of Diane

Raccolte
- 2009- Random Bad Songs 1990-2000
- 2015- Diane Collection

Altri album
- 1997- Chronosphere